# Comairano
Comairano è una frazione del comune di San Genesio ed Uniti in provincia di Pavia posta ad est del centro abitato, verso Lardirago.

## Storia
Comairano (CC C913), noto fin dal XII, fece parte del Parco Nuovo. Appartenne al prioraro cluniacense di San Maiolo di Pavia, e come tutte le terre di esso andò a formare la dotazione del Collegio Borromeo. Nel XVIII secolo gli fu aggregato il soppresso comune di Gualterzano. Nel 1871 fu soppresso e aggregato a San Genesio.

## Società

### Evoluzione demografica
- 112 nel 1751
- 306 nel 1805
- 373 nel 1861[2]